# Gierałtów

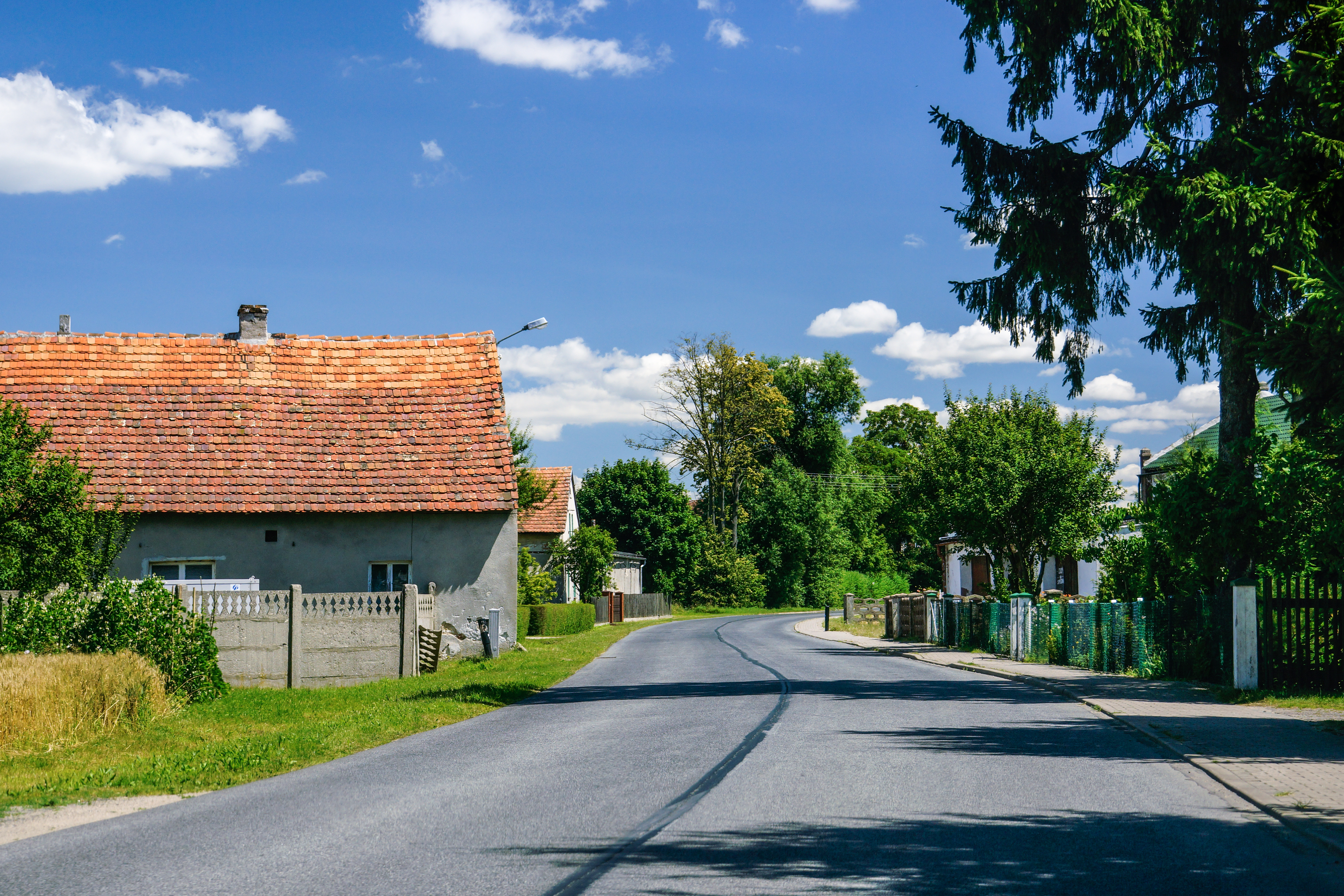
Gierałtów

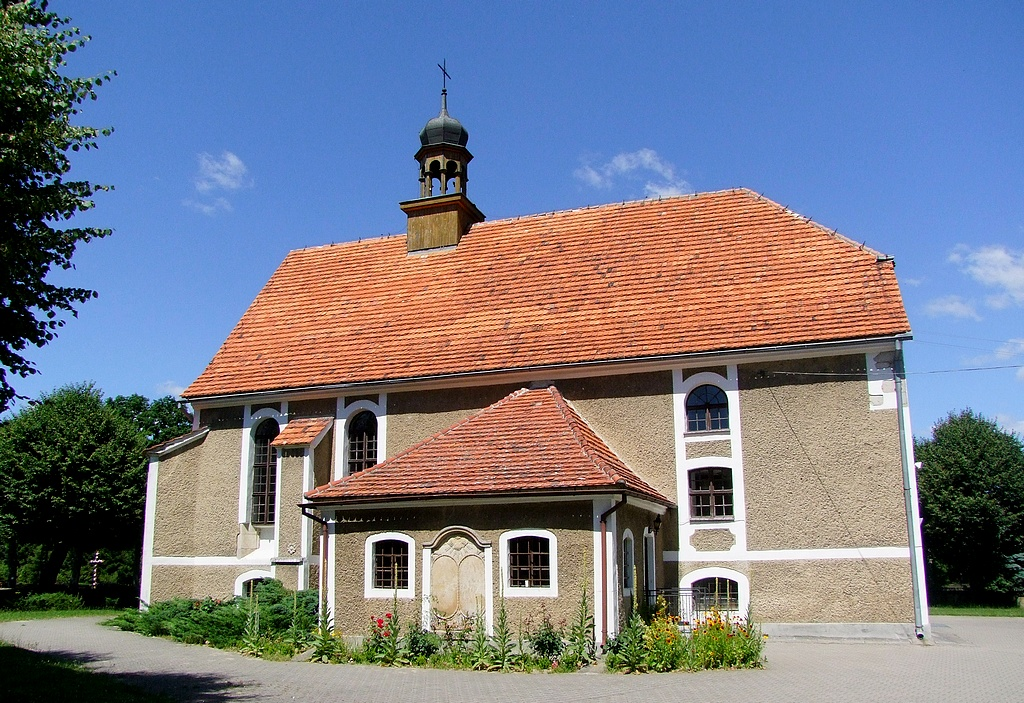
Pfarrkirche St. Anton

Gierałtów (deutsch Gersdorf am Queis) ist ein Dorf in der Stadt-Land-Gemeinde Nowogrodziec (Naumburg am Queis) im Powiat Bolesławiecki der Woiwodschaft Niederschlesien im Südwesten von Polen.

## Lage
Gierałtów liegt am Fluss Queis, ungefähr sechs Kilometer westlich von Nowogrodziec (ehemals Naumburg am Queis), 20 Kilometer westlich von Bolesławiec (ehemals Bunzlau) und 121 Kilometer westlich von Breslau (heute Wrocław).

## Geschichte
Vor 1945 gehörte es zum Landkreis Bunzlau im Deutschen Reich. Der Amtsbezirk Gersdorf umfasste die Gemeinden Gersdorf a. Queis und Günthersdorf sowie zwei Rittergüter, die 1928 in die Gemeinden eingegliedert wurden. Eines der Rittergüter hatte der Komponist Adolf Henselt erworben.
Vor dem Ersten Weltkrieg entstand in Gersdorf eine Fabrik für glasierte Verblendsteine aus Ton. Das Dorf hat heute etwa 1200 (1933: 1623) Einwohner. Ein Teil der deutschen Einwohner siedelte sich nach 1945 in Bakede bei Bad Münder an.

## Sehenswürdigkeiten
- römisch-katholische Pfarrkirche St. Anton
- Schlosspark

## Im Ort geboren
- Heinz Geyer (1929–2008), letzter Stabschef der Hauptverwaltung A im Ministerium für Staatssicherheit der DDR
- Karl Rätsch (* 1935), deutscher Bildhauer